# Myrmeleon (Myrmeleon) lynceus
Myrmeleon (Myrmeleon) lynceus is een insect uit de familie van de mierenleeuwen (Myrmeleontidae), die tot de orde netvleugeligen (Neuroptera) behoort. 
Myrmeleon (Myrmeleon) lynceus is voor het eerst wetenschappelijk beschreven door Fabricius in 1787.